# Cassanhaç
Cassanhaç (en francès Cassagnas) és un municipi del departament francès del Losera a la regió d'Occitània.